# Ilicínea
Ilicínea is een gemeente in de Braziliaanse deelstaat Minas Gerais. De gemeente telt 11.828 inwoners (schatting 2009).

## Aangrenzende gemeenten
De gemeente grenst aan Boa Esperança, Carmo do Rio Claro en Guapé.